# Prosevania fuscipes
Prosevania fuscipes är en stekelart som först beskrevs av Johann Karl Wilhelm Illiger 1807.  Prosevania fuscipes ingår i släktet Prosevania och familjen hungersteklar. Inga underarter finns listade i Catalogue of Life.